# Tyranny (Shadow Gallery)
Tyranny è il terzo album della band progressive metal Shadow Gallery, pubblicato nel 1998. L'album Room V continua la storia iniziata con questo album.

## Tracce
1. Stiletto in the Sand – 1:57
2. War For Sale – 5:35
3. Out of Nowhere – 4:20
4. Mystery – 5:42
5. Hope For Us? – 6:00
6. Victims – 5:13
7. Broken – 1:54
8. I Believe – 8:41
9. Roads of Thunder – 6:06
10. Spoken Words – 4:38
11. New World Order – 8:11
12. Chased – 4:36
13. Ghost of a Chance – 5:19
14. Christmas Day – 5:40

Le prime sette tracce compongono "Act I", mentre le successive formano "Act II".

## Formazione
- Carl Cadden-James - basso, voce, flauto
- Brendt Allman - chitarra, voce
- Chris Ingles - piano, sintetizzatori
- Gary Wehrkamp - chitarra, piano, sintetizzatori, voce
- Joe Nevolo - batteria
- Mike Baker - voce (lead)

### Altri
- James LaBrie - voce in I Believe
- Laura Jaeger - voce in Spoken Words
- D. C. Cooper - voce in New World Order
- Paul Chou - violino in Spoken Words e in New World Order